# Liste der Flughäfen in Kroatien

Dies ist eine Liste der Flughäfen in Kroatien.
| Flughafen                        | IATA-Code | Passagiere (2023) | Lage                                                                                               | Website              |
| -------------------------------- | --------- | ----------------- | -------------------------------------------------------------------------------------------------- | -------------------- |
| Flughafen „Franjo Tuđman“ Zagreb | ZAG       | 3.723.650         | im Vorort Pleso, 17 km südöstlich des Zentrums von Zagreb, unmittelbar vor der Stadt Velika Gorica | zagreb-airport.hr    |
| Flughafen Split                  | SPU       | 3.358.902         | im Vorort Kaštela 25 km westlich von Split                                                         | split-airport.hr     |
| Flughafen Dubrovnik              | DBV       | 2.416.818         | im Ort Čilipi bei Konavle, 13 km südöstlich des Zentrums von Dubrovnik                             | airport-dubrovnik.hr |
| Flughafen Zadar                  | ZAD       | 1.230.835         | 8 km östlich des Zentrums von Zadar                                                                | zadar-airport.hr     |
| Flughafen Rijeka                 | RJK       | 154.367           | auf der Insel Krk (Brückenverbindung), 17 km südöstlich des Zentrums von Rijeka                    | rijeka-airport.hr    |
| Flughafen Pula                   | PUY       | 424.670           | an der Südspitze der Halbinsel Istrien gelegen, ca. 5 km östlich des Zentrums von Pula             | airport-pula.hr      |
| Flughafen Brač                   | BWK       | 19.073            | auf der Insel Brač in Mitteldalmatien, 14 km entfernt vom Adriastrand Goldenes Horn                | airport-brac.hr      |
| Flughafen Osijek/Klisa           | OSI       | 35.654            | 20 km südöstlich von Osijek                                                                        | osijek-airport.hr    |